# Wäldershub

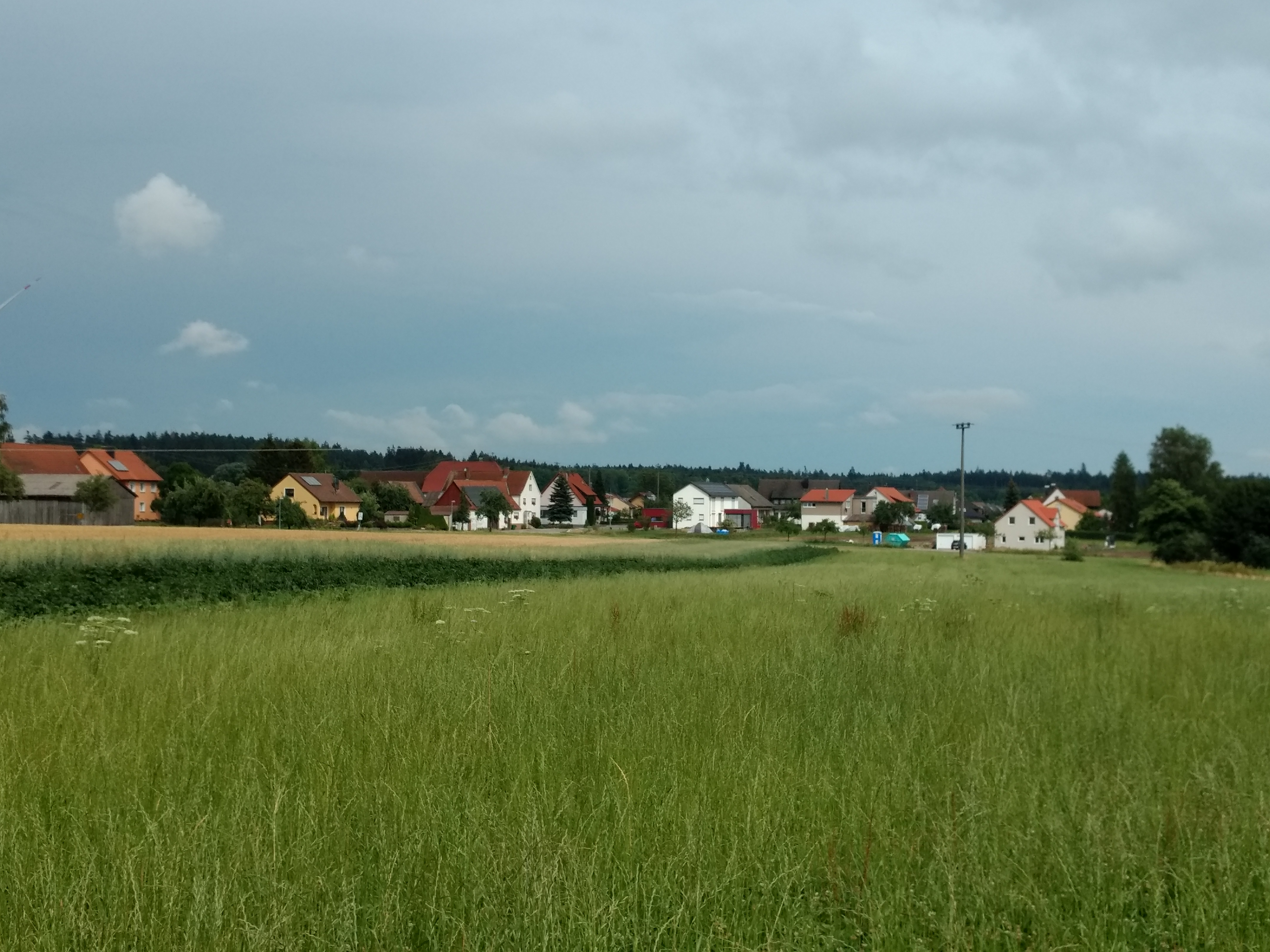
Wäldershub 2018

Wäldershub ist ein Weiler der Gemeinde Fichtenau im Landkreis Schwäbisch Hall in Baden-Württemberg. Der Ort liegt auf den südlichen Ausläufern der Frankenhöhe zwischen Crailsheim und Dinkelsbühl. Die nächste größere Stadt und das Mittelzentrum ist die frühere Kreisstadt Crailsheim. Zu Wäldershub gehört auch schon immer die knapp 500 Meter südlich des Ortsrands an einem Mühlweiher stehende Völkermühle, die man bis 1817 noch „Wäldershuber Sägmühle“ nannte.

## Geographie

### Geographische Lage
Wäldershub liegt im südlichen Bereich der Frankenhöhe auf einer kleinen gerodeten Hochebene zwischen dem Tal des oberen Reiglersbachs im Westen, dessen Abfluss über die Jagst zum Rhein läuft, und der Senke um die obersten Quellen der Rotach im Osten, die über die Wörnitz zur Donau entwässert. Nahe am Ort beginnt der rechte Oberlauf Gunzenbach der Rechenberger Rot, die nach einem späteren und unbedeutenderen linken Zufluss auch Rot(h)bach genannt wird und die oberhalb des Reiglersbachs der Jagst zuläuft.
In Luftlinie liegt der Weiler jeweils etwa zehn Kilometer südöstlich von Crailsheim und westlich von Dinkelsbühl. Die Autobahnausfahrt Dinkelsbühl/Fichtenau an der A 7 ist von Wäldershub auf der Straße knapp vier Kilometer entfernt.

### Nachbarorte und -gemeinden
Wäldershub grenzt an die Fichtenauer Markungen Wildenstein, Krettenbach/Fichtenhof, Lautenbach und Neustädtlein/Rötlein an. Nördlich von Wäldershub beginnt die Gemeinde Kreßberg und westlich von Wäldershub die Gemeinde Stimpfach.

## Geschichte
Der bei Wäldershub entspringende Gunzenbach trennt den Ort in zwei Teile, die man früher Wäldershub-Schloss und Wäldershub-Weiler nannte. Er ist eine uralte Grenze, die wohl schon im 5. bis 7. Jahrhundert nach der Südwärtsdrängung der Alamannen durch die Franken infolge wohl der Schlacht von Zülpich eingerichtet wurde. Sie trennte im frühen Mittelalter die Stammesherzogtümer Franken und Schwaben; der östlich des Bachs liegende Teil von Wäldershub gehörte zum schwäbischen Riesgau, der westlich des Bachs zum fränkischen Maulachgau. Auch kirchlich war der Gunzenbach Grenze zwischen den Bistümern Würzburg und Augsburg, so dass Wäldershub noch bis 1812 auch kirchlich zwischen den Pfarreien Weidelbach und Stimpfach getrennt war. Die politischen Grenzen verwischten sich bereits früher.
Die erste urkundliche Erwähnung von Wäldershub datiert vom 1. Juni 1319. Der Ort dürfte jedoch einige Jahrhunderte älter sein. Mit der Pfarrei Stimpfach geriet der Westteil des Ortes schon im 13./14. Jahrhundert unter den Einfluss der geistlichen Fürstpropstei Ellwangen. Um 1500 errichtete die Dinkelsbühler Patrizierfamilie Berlin in Wäldershub ein Rittergut als ellwangisches Lehen, das jedoch nie der Reichsritterschaft inkorporiert wurde. Am Südwestrand des Ortes wurde wohl um 1561 ein Wasserschloss erbaut. Um 1609 erlag ein Großteil der Bevölkerung der Pest, die bis etwa 1614 andauerte.
Nachdem die Pest auch in der Familie Berlin viele Opfer gefordert hatte, verkaufte Wolf Dietrich Berlin das Rittergut Wäldershub in den Jahren 1615 bis 1617 an Georg Wilhelm Rehm von Kölz für 11.150 fl. Er war Öttingischer Pfleger von Mönchsroth und hatte von 1617 bis 1621 die Gutsherrschaft inne. Er verkaufte sie 1621 für 14.500 fl. an die Freie Reichsstadt Dinkelsbühl. Von ihr erwarb sie 1626 Dr. Jakob Wiedemann, Advokat zu Augsburg für 18.100 fl. Dieser war noch 1635 Gutsherr.
Nach 1635 kam das Rittergut an den katholischen Rittmeister Christoph Heinrich Holzapfel zu Wäldershub. Er war Rittmeister seiner kaiserlichen Majestät und des Erzherzogs Leopold Wilhelm von Österreich. Während seiner Herrschaft verkaufte er verschiedene Waldanteile des Schlossguts an den Dinkelsbühler Reichen Almosen (auch Reichsalmosen), behielt aber seinen Untertanen ein Holzrecht vor, das, soweit es nicht abgelöst wurde, immer noch besteht. Er verstarb 1675. Sein Grabdenkmal befindet sich in der Sakristei der Stimpfacher Kirche.

Politische Karte des Crailsheimer Raums zwischen 1700 und 1800. Das ansbachische Gebiet um Wäldershub liegt im südöstlichen Bereich. Die grünblaue Flächenfärbung zeigt die ansbachischen bzw. später preußischen Besitzungen

Nach Holzapfels Tod erwarb Erbmarschall Ludwig Franz von Pappenheim das Schloss mit dem Schlossgut von dessen Erben. 1685 bis 1687 wohnte er auch in Wäldershub. Von ihm ging das gesamte Schlossgut durch Verkauf am 20./30. Mai 1695 an den hohenzollerschen Markgrafen von Brandenburg-Ansbach. Wäldershub wurde mit dem Übergang an das Markgraftum Brandenburg-Ansbach dem Ansbacher Oberamt Crailsheim zugeschlagen. Der Markgraf verpachtete das Gut Wäldershub 1689 nochmals an einen Herrn von Chroneck. Am 28. Juni 1700 gab der Markgraf einen Teil der Schlossgüter von Wäldershub und des Schlosses mit 47 Morgen Güter als Erblehen an die Bürger Hans Neff und Christoph Deuter aus.

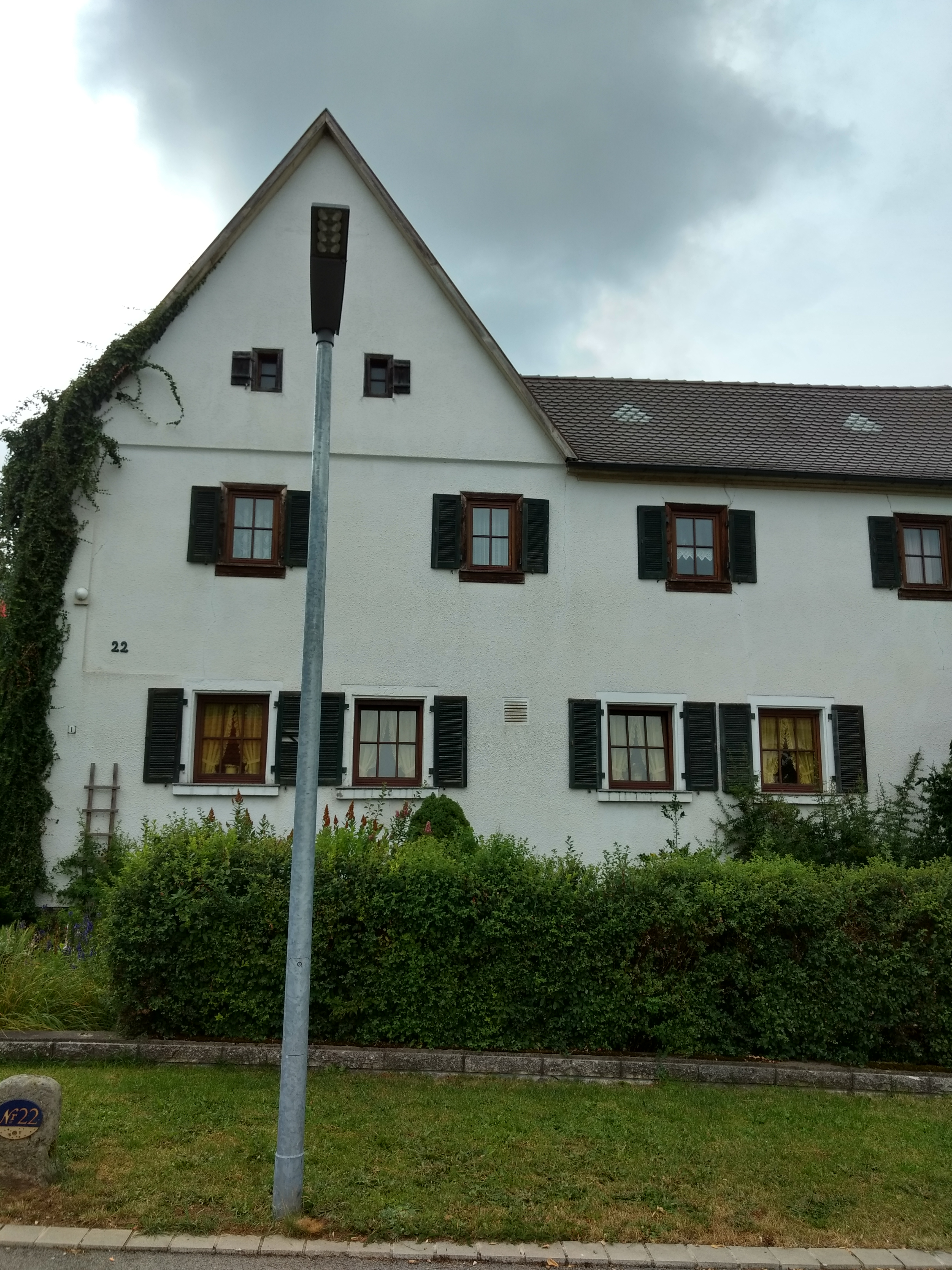
Schloss

Das Schloss diente dem Markgrafen weiterhin als Jagdschloss. Auch richtete das Fürstentum Ansbach eine Brauerei ein. Aus der Zeit nach 1700 stammt eine im Hauptstaatsarchiv Stuttgart aufbewahrte, undatierte Beschreibung des gesamten Schlossguts. Danach bestand das Schloss damals aus einem viereckigen, nur zwei Stockwerke hohen Gebäude mit drei dicken Ecktürmen. Das Ganze war mit einem Wassergraben umgeben, der auf der Ostseite ziemlich breit war, so dass er gut als Fischteich gebraucht werden konnte. In der Beschreibung wird zwischen einem alten und einem neuen Bau unterschieden. Im alten Bau befanden sich damals in der oberen Etage eine Gesindestube, eine Kammer, eine Küche, zwei Gewölbe (Keller) und ein ziemlich bequemer Pferdestall. Der neue Bau, der an den alten anstößt und damals gerade erst errichtet worden war, besaß im oberen Stockwerk die Abteilungen für mehrere Gemächer, die zur Zeit der Abfassung der Beschreibung noch nicht ausgebaut waren, das untere Stockwerk beherbergte den Brauer in einer Wohnstube, enthielt die Braustatt mit allem Zubehör und besaß einen nicht allzu großen Keller. Die Schlossanlage bestand weiterhin aus zwei Hofräumen, dem ziemlich großen Innenhof mit einem Schöpfbrunnen, dessen Wasser zwar ziemlich weich war, sich aber zum Bierbrauen sehr gut eignete, und dem Vorhof mit zwei Scheunen oder Stadeln. Der Zugang zur gesamten Anlage befand sich ursprünglich auf der Südseite, wo eine Mauer zum Innenhof den Abschluss bildete. Über den Schlossgraben führte eine hölzerne Brücke.
Nach der Abdankung den letzten Ansbacher Markgrafen Karl Alexander 1791 wurde Wäldershub preußisch. In diese Zeit fällt auch die Errichtung einer Filialschule der Weidelbacher Pfarrei in Wäldershub. 1806 trat Preußen das Fürstentum Ansbach mit Wäldershub an Bayern ab und 1810 kam es durch einen Grenzausgleichsvertrag zwischen Bayern und Württemberg mit dem größten Teil des damaligen Oberamts Crailsheim zu Württemberg.

Politische Karte des württembergischen Oberamts Crailsheim ab 1810. Wäldershub und Großenhub wurden mit Wildenstein zur Gemeinde Wildenstein zusammengefasst. Dafür gehörten die vorher zum Rittergut Wildenstein gehörigen Orte Gunzach nun zu Matzenbach, Neustädtlein und Rötlein zu Lautenbach und Oberdeufstetten zu Unterdeufstetten

Württemberg fasste die damals bestehenden Realgemeinden Wäldershub und Großenhub mit Wildenstein zu politischen Gemeinde Wildenstein zusammen. Durch die Abtrennung von der Pfarrei Weidelbach wurde nun auch die eingerichtete Schule wieder geschlossen. Erst in den Jahren 1914/1915 wurde in Wäldershub wieder eine Schule erbaut, die den evangelischen Kindern von Wäldershub, Großenhub und der Völkermühle als Lernstätte diente. Mit der Schließung der katholischen Schule in Großenhub in der Zeit des Dritten Reiches wurde sie auch von den katholischen Kindern der genannten Orte besucht. Diese sogenannte Deutsche Volksschule bestand bis zur großen Schulreform in den 1970er Jahren.
Zum 1. Januar 1973 wurde dann aus den Gemeinden Lautenbach, Wildenstein, Unterdeufstetten und Matzenbach die neue Gemeinde Fichtenau gebildet.

## Politik
Wäldershub ist heute Ortsteil der Gemeinde Fichtenau. Nach der Hauptsatzung der Gemeinde Fichtenau steht dem Ort zusammen mit Großenhub derzeit ein Sitz im Gemeinderat zu, da in Fichtenau die Unechte Teilortswahl eingeführt ist.

## Sehenswürdigkeiten
Am südwestlichen Ortsrand von Wäldershub steht noch das von der Dinkelsbühler Patrizierfamilie Berlin erbaute ehemalige Wasserschloss, das heute von mehreren Familien bewohnt wird.
Sehenswert ist das in den Jahren 1914/15 erbaute Schulhaus von Wäldershub, das heute teilweise die Dorfgemeinschaftsräume beherbergt.

## Freizeit
Eine Bademöglichkeit bietet der Rohrweiher, rund 200 Meter südöstlich von Wäldershub, umrahmt von Wald und Wiesen. Auf einem neu errichteten Sportgelände kann derzeit Fußball und Volleyball sowie Badminton gespielt werden.

## Wirtschaft und Infrastruktur
Die Wirtschaft ist noch stark landwirtschaftlich geprägt. An der Hauptverkehrsstraße nach Crailsheim befindet sich eine Bäckerei mit Kaufladen und Paketannahmedienst. Dazu haben ein Produktionsbetrieb und mehrere Handwerker ihren Sitz in Wäldershub.

### Öffentliche Einrichtungen
Im ehemaligen Schulhaus stehen Dorfgemeinschaftsräume zur Verfügung. Des Weiteren befinden sich auf gemeindeeigenen Grundstücken ein Kinderspielplatz und ein Sportplatz.

## Kultur und Bildung

### Schulen
Schule und Bildung war in den vergangenen Jahrhunderten Aufgabe der Kirchen und Pfarreien. Mit dem Übergang der Markgrafschaft Ansbach an Preußen im Jahre 1791 förderte der in Ansbach residierende preußische Statthalter, der später als großer preußische Reformer bekanntgewordene Hardenberg, insbesondere auch das Schulwesen, so dass um diese Zeit die Pfarrei Weidelbach in Wäldershub eine Schule einrichtet. In den Jahren 1804 bis 1805 war dann bei dem preußischen „Kreisdirectorium“ in Crailsheim die „Huber Schulklagsach“ anhängig. Für die auf der Schlossseite von Wäldershub ansässigen Bewohner war nämlich die Weidelbacher Pfarrei nicht zuständig. Diese wollten jedoch ebenfalls ihre Kinder in die ortseigene Schule schicken. Dagegen reichte die Wildensteiner Pfarrei dann Klage ein. Es wurde schließlich entschieden, dass nur die jüngeren Kinder bis 9 Jahre die Wäldershuber Schule besuchen durften, nicht jedoch die älteren 10- bis 12-Jährigen, die nach Wildenstein mussten. Nach dem Übergang an Württemberg 1810 und dem dadurch bedingten Pfarreiwechsel nach Wildenstein schloss die Wildensteiner Pfarrei diese Schule 1813.
In den Jahren 1913 bis 1915 wurde trotz Widerstands des Wildensteiner Teilgemeinderats in Wäldershub wieder eine Schule für die evangelischen Kinder aus Wäldershub, Großenhub und der Völkermühle errichtet, die dann nach Schließung der katholischen Schule in Großenhub zur Zeit des Nationalsozialismus auch für diese Kinder zuständig wurde. Diese wurde dann im Zuge der großen Schulreform Anfang der 70-Jahre geschlossen und für die neu errichtete Gemeinde Fichtenau zentral in Unterdeufstetten konzentriert.
Aufgrund der verkehrstechnischen Anbindung ist die Stadt Crailsheim die einzige Möglichkeit, weiterführende allgemeinbildende Schulen zu besuchen. Hier ist für Wäldershub zuständig die Realschule am Karlsberg und das Albert-Schweitzer-Gymnasium.

### Religionen
In Wäldershub befand sich in der Nordwestecke des Schlosses früher eine Kapelle. Wäldershub war bis 1810/1812 geteilt zwischen den Pfarreien Weidelbach und Stimpfach (siehe Kirchengemeinde Wildenstein). Die Grenze bildete der Rothbach, der mitten durch Wäldershub verläuft. Da die Stimpfacher Pfarrei von der Reformation nicht erfasst wurde, konnten sich die Evangelischen westlich des Bachs an die nächstgelegenen evangelischen Pfarreien in Weidelbach oder Waldtann halten. Ab 1668 hielten sie sich in erster Linie an die wieder neu errichtete Pfarrei Wildenstein, wobei 1740/1742 auch versucht wurde, die außerhalb des Wildensteiner Rittergut befindlichen Pfarrangehörigen in Wäldershub ebenfalls an deren Kosten zu beteiligen. Die Bewohner östlich des Bachs gehörten noch bis zum Übergang an Württemberg 1810/1812 zur Pfarrei Weidelbach und wurden dann ebenfalls (offiziell erst seit 1825) nach Wildenstein eingepfarrt. Bis zum Übergang an Württemberg unterhielt die Pfarrei Weidelbach in Wäldershub auch eine Schule. Ungefähr drei Viertel der Bevölkerung von Wäldershub ist heute evangelisch, ein Viertel gehört der katholischen Konfession an und ist Teil der Katholischen Kirchengemeinde Großenhub.
Vor dem Dreißigjährigen Krieg siedelte die Gutsherrschaft auch Juden in Wäldershub an. Nach den Wirren und Verlusten dieses Krieges gab es aber in Wäldershub keine jüdische Bevölkerung mehr.